# Zeugma
Zeugma é uma figura de estilo ou figura de linguagem que consiste na omissão de um ou mais elementos de uma oração, já expressos anteriormente. O zeugma é uma forma de elipse.

## Zeugma e a colocação da vírgula
Quando omitimos um termo, a posição do constituinte elidido é, na língua escrita, assinalada por uma vírgula. A expressão em negrito, ou sua cognata, é omitida. Nota-se que a forma suprimida pode não coincidir morfologicamente com o seu antecedente (no ex. 1., a seguir o antecedente é a forma verbal "gosta", ao passo que a forma omitida e subentendida, é "gosto"). Daí a observação acima de que o constituinte omitido pode não coincidir formalmente com a forma expressa (em gênero, pessoa ou tempo) e sua antecedente, podendo ser uma forma "cognata", ou "semelhante". O tipo de semelhança que o zeugma consente é uma questão linguística mais geral.
"Ela gosta de história; eu, de física."
"Mas, ser planta, ser rosa, mão vistosa,/ De que importa, se aguardar sem defesa,/ Penha a mão, ferro a planta, tarde a rosa?" (Gregório de Matos) 
Na terra dele só havia mato, na minha, só prédios. 
Meus primos conheciam todos. Eu, poucos. 
As quaresmas abriam a flor depois do carnaval, os ipês, em junho. 
Eu jogo futebol; ele, basquete. 
Em casa eu leio jornais; ela, revistas de moda.
Minha professora trabalha na escola particular; minha mãe, na pública. 
Ela anda de bicicleta, ele de moto. 
Contudo, o zeugma é a omissão de um termo já citado anteriormente que não vai mudar o sentido da frase por conta da omissão de termos.

## Diferença entre zeugma e elipse
Na zeugma, o termo omitido já foi mencionado anteriormente. Na elipse o termo ainda não foi mencionado, e é facilmente achado na frase. Esta distinção corresponde a uma interpretação tradicional destes conceitos. Em termos modernos, elipse é o fenômeno linguístico geral que compreende como caso particular o zeugma ou a "elipse" no sentido restrito para que remete a definição mais acima.

## Exemplo
"Que confessasse não um pecado, mas*uma infâmia"
(*omissão da palavra confessasse, já citada: zeugma)
“Foi saqueada a vida, e assassinados os partidários dos Felipes.” Este é um exemplo de zeugma, pois, é muito parecido com a elipse.